# Penela
Penela község és település Portugáliában, Coimbra kerületben. A település területe 134,8 négyzetkilométer. Penela lakossága 5983 fő volt a 2011-es adatok alapján. A településen a népsűrűség 44 fő/ négyzetkilométer. A Penelai vár a környék legfőbb idegenforgalmi látványossága. 
.

## Települései
A község a következő településeket foglalja magába, melyek:
- Cumeeira
- Espinhal
- Podentes
- São Miguel, Santa Eufémia e Rabaçal

## Fordítás
- Ez a szócikk részben vagy egészben  a   Penela című angol Wikipédia-szócikk ezen változatának fordításán alapul.  Az eredeti cikk szerkesztőit annak laptörténete sorolja fel. Ez a jelzés csupán a megfogalmazás eredetét és a szerzői jogokat jelzi, nem szolgál a cikkben szereplő információk forrásmegjelöléseként.